# Elpistostegidae
De Elpistostegidae zijn een familie van uitgestorven tetrapodomorfe vissen die leefden in het Midden- tot Laat-Devoon (Laat-Givetien tot Vroeg-Frasnien ).
De familie werd in 1947 benoemd door Alfred Romer. Lange tijd werd de groep aangeduid als de Panderichthyidae maar de naam Elpistostegidae heeft prioriteit.
Fossielen van de schedel en een deel van de ruggengraat van het geslacht Elpistostege zijn ontdekt in de geologische formatie Escuminac in Quebec, Canada. In 2013 werd in dezelfde formatie het hele fossiel van een Elpistostege gevonden. Paleontoloog Richard Cloutier van de Universiteit van Quebec in Rimouski stelde dat Elpistostege Tiktaalik zou kunnen onttronen in de positie van de vis die zich het dichtst bij de tetrapoden bevindt, zoals blijkt uit de positie van de gepaarde voorhoofdsbeenderen.